# Hans Schreiber (Ökonom)
Hans Schreiber (* 1949 in Schötmar, jetzt Bad Salzuflen) ist ein deutscher Soziologe, Ökonom und Gründer des Archivs für populäre Musik im Ruhrgebiet e.V. in Dortmund.

## Leben und Wirken

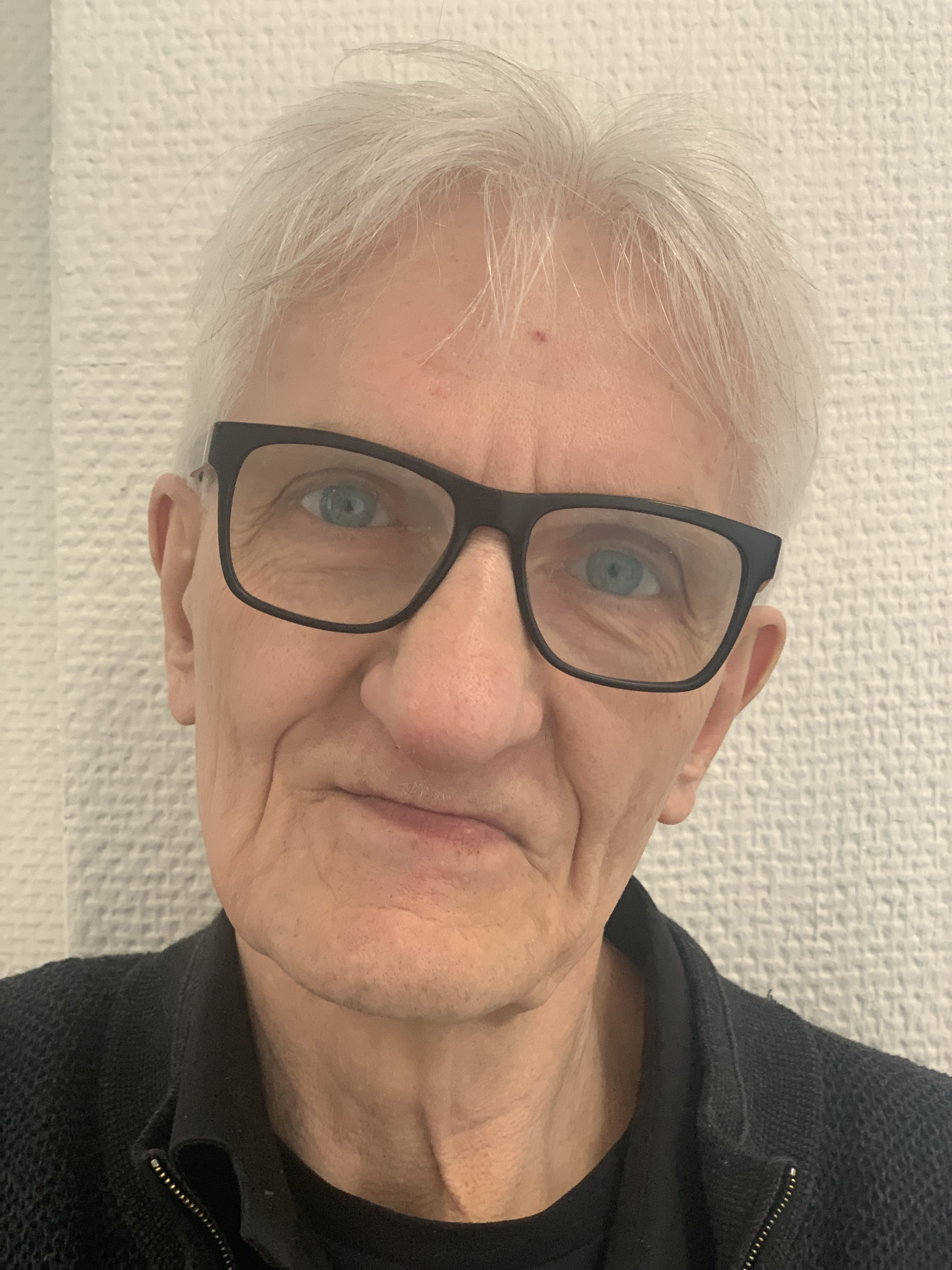
Hans Schreiber (2025)

Hans Schreiber wurde in Bad Salzuflen geboren und wuchs dort auf. Während seiner Schulzeit entwickelte er durch das Aufkommen der Beatmusik Interesse an Musik. Ab 1966 arbeitete er gelegentlich als Roadie im Jaguar-Club in Herford und lernte viele Musiker persönlich kennen. Schreiber begann, dort und im Ausland Souvenirs und Autogramme von Musikern zu sammeln. Nach dem Abklingen der Beatmusik besuchte er Jazz-Festivals. Schon in den frühen 1970er Jahren begann Hans Schreiber mit einem Uher-Tonbandgerät Konzertmitschnitte zu sammeln und sie weltweit mit anderen Sammlern gegen andere Live-Mitschnitte zu tauschen.
Nach einer Ausbildung als Industriekaufmann studierte Hans Schreiber Wirtschaftswissenschaften und später Soziologie.
Schreiber forschte später unter anderem zur Entwicklung der Arbeit im Einzelhandel unter Berücksichtigung des Einsatzes von EDV und im Bereich der Bewusstseins- und Bildungsforschung. Seit 1994 arbeitet er kontinuierlich für die Gesellschaft für Bildung und Beruf e. V. in Dortmund, seit 2016 als geschäftsführender Vorstand. Um seine Aktivitäten im kulturellen und sozialen Bereich zu verfestigen, gründete er 2019 den Verein „Lux Cultus – Verein zur Förderung von Bildung, Kultur und Kunst e.V.“ Der Verein unterstützt diverse Vereine im kulturellen und sozialen Bereich.

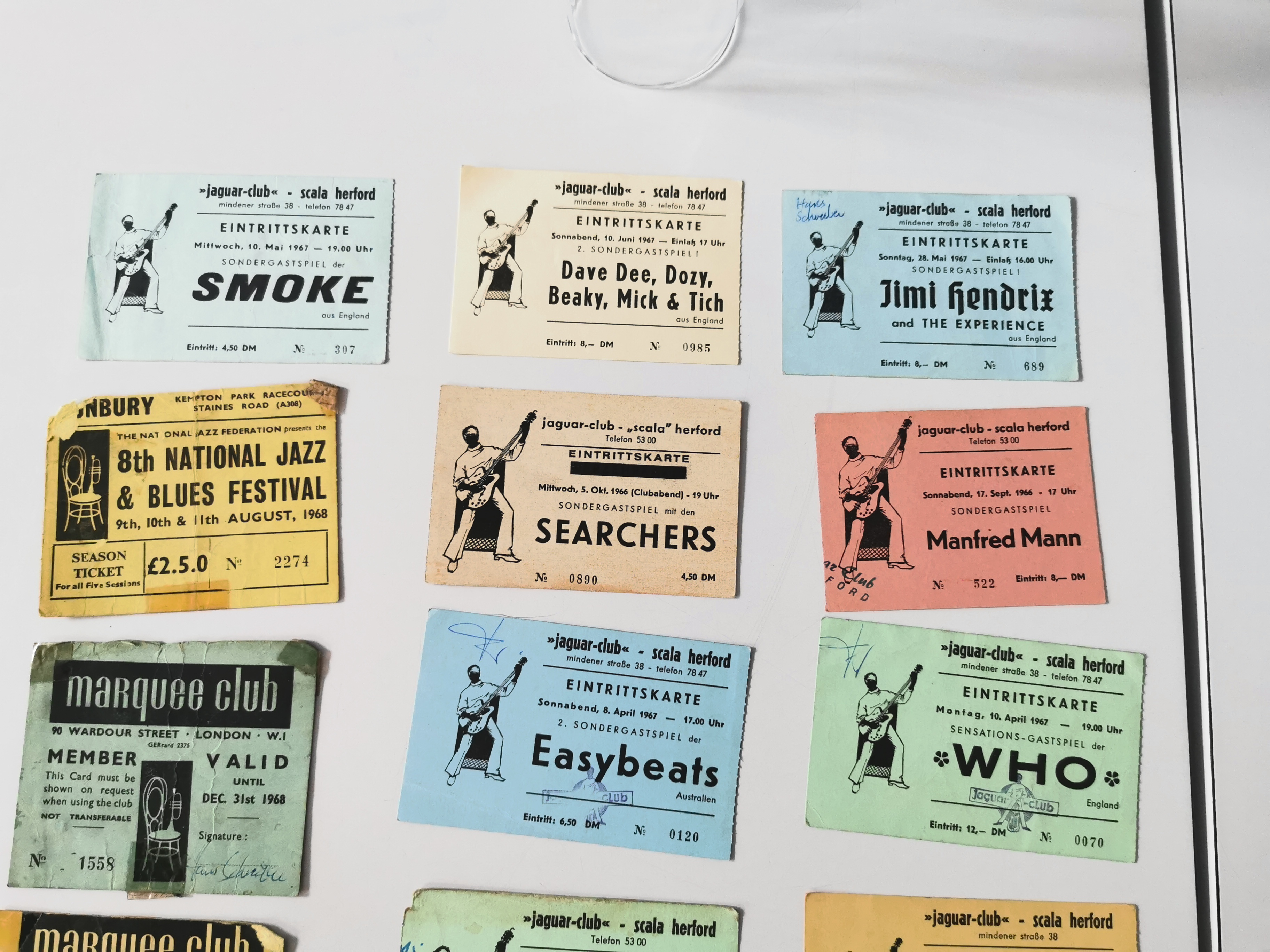
Eintrittskarten aus dem Jaguar-Club

2008 gründete er zusammen mit Richard Ortmann in Dortmund den Verein Archiv für populäre Musik im Ruhrgebiet e. V. Grundlage des Archivs bilden die Sammlungen von Hans Schreiber und Richard Ortmann, die viele Jahrzehnte internationale Musikgeschichte umfassen. Schreiber bezeichnet sich als „Musikarchäologe“, weil er gerne Musik „ausgräbt“ und nach deren Ursprüngen forscht.
Von 2012 bis 2020 veranstaltete Hans Schreiber regelmäßig Konzerte im Evinger Schloss in Dortmund, wo auch das Archiv beheimatet ist, vorwiegend mit Musikern aus der Free-Jazz und Improvisationsszene. Seit 2017 managt er die Band „Wild Child“, die verschiedene musikhistorische Konzepte live präsentiert.

## Trivia
Hans Schreiber hatte eine Schauspielrolle als Zeitzeuge bzw. Archivar in der Mockumentary Olaf Jagger.
Sein Lieblingsmusiker sind Van Morrison und John Coltrane.

## Schriften
- Das Archiv für populäre Musik im Ruhrgebiet. In: Rock- und Popkultur im Ruhrgebiet, Forum Geschichtskultur Ruhr, Ausgabe 01/2016, ISSN 1436-7661, S. 33–35.